# Былков, Василий Степанович
Василий Степанович Былков (7 марта 1932 года, село Лончаково, Хабаровский край — 4 января 1999 года, Москва) — капитан теплохода «Пионер Камчатки» Сахалинского морского пароходства Министерства морского флота СССР. Герой Социалистического Труда (1984).

## Биография
Родился в 1932 году в крестьянской семье в селе Лончаково Хабаровского края. Окончил семилетку. Обучался в Холмском мореходном училище, по окончании которого в 1951 году получил диплом штурмана дальнего плавания. С 1952 года работал помощником капитана судов «Курилы», «Ярославль», «Бошняково» Сахалинского управления флота Дальневосточного государственного морского пароходства. С 1962 года — капитан морского буксира «Мощный», с 1964 года — капитан теплохода «Горнозаводск», с 1966 года — капитан теплохода «Азов», с 1967 года — капитан теплоход «Омолон». В 1967 году вступил в КПСС. В 1967 году обеспечил перевозку грузов на теплоходе «Омолон» во время вьетнамской войны в порт Хайфона.
За успешное выполнение плановых заданий неоднократно удостаивался званий «Лучший капитан Министерства морского флота», «Победитель социалистического соревнования», «Ударник пятилетки», «Почётный работник морского флота».
С июля 1972 года переправлял из Калининграда на Дальний Восток морской паром «Сахалин-1». В сентябре 1972 года назначен капитаном этого же парома, который обеспечивал линию «Ванино-Холмск». За годы Девятой пятилетки (1971—1975) экипаж парома перевёз 76600 тонн сверхплановых грузов.
С 1976 года — капитан теплохода «Пионер Камчатки» Сахалинского морского пароходства. В условиях сложной ледовой обстановки зимнего периода 1983—1984 годов экипаж успешно выполнил перевозку грузов на Восточный сектор Арктики. Указом Президиума Верховного Совета СССР от 20 июля 1984 года «за выдающиеся успехи в выполнении плановых заданий и социалистических обязательств, большой личный вклад в повышение эффективности и качества работы морского транспорта» удостоен звания Героя Социалистического Труда с вручением ордена Ленина и золотой медали Серп и Молот.
В 1996 году вышел на пенсию. Проживал в Холмске Сахалинской области. Скончался в 1999 году.
Награды
- Герой Социалистического Труда
- Орден Ленина
- Медаль «В ознаменование 100-летия со дня рождения Владимира Ильича Ленина»